# Nathan Broadhead
Nathan Broadhead (Bangor, 5 de abril de 1998) es un futbolista británico que juega en la demarcación de delantero para el Wrexham A. F. C. de la EFL Championship.

## Selección nacional
Tras jugar en varias categorías inferiores de la selección, finalmente hizo su debut con la selección de fútbol de Gales en un partido de clasificación para la Eurocopa 2024 contra Croacia que finalizó con un resultado de empate a uno tras el gol de Andrej Kramarić para Croacia, y del propio Broadhead para Gales.

## Clubes
| Club                          | País       | Año       | Partidos | Goles |
| ----------------------------- | ---------- | --------- | -------- | ----- |
| Everton F. C.                 | Inglaterra | 2017-2019 | 1        | 0     |
| Burton Albion F. C. (cedido)  | Inglaterra | 2019-2020 | 22       | 3     |
| Everton F. C.                 | Inglaterra | 2020-2021 | 1        | 0     |
| Sunderland A. F. C. (cedido)  | Inglaterra | 2021-2022 | 27       | 13    |
| Wigan Athletic F. C. (cedido) | Inglaterra | 2022-2023 | 22       | 5     |
| Ipswich Town F. C.            | Inglaterra | 2023-2025 | 84       | 23    |
| Wrexham A. F. C.              | Gales      | 2025-     |          |       |